# Silistria (Aarhus)
 For alternative betydninger, se Silistria. (Se også artikler, som begynder med Silistria)
Silistria er en tidligere vandmølle, som er beliggende i Marselisborgskovene i Aarhus.
Huset er ejet af Aarhus Kommune, og huser i dag Orienteringsklubben Pan Aarhus aktiviteter.
56°7′1.46″N 10°13′39″Ø / 56.1170722°N 10.22750°Ø